# 油坂スキー場
油坂スキーパーク（あぶらさかスキーパーク、通称：油坂スキー場）は、岐阜県郡上市に存在していたスキー場である。
1933年（昭和8年）に開場し、2004年（平成16年）に営業を終了した。閉鎖されるまでは岐阜県最古の老舗スキー場であった。
名古屋鉄道が中心となる名鉄グループの岐阜観光索道（金華山ロープウェイ）が運営していた。

## コース
ゲレンデはリフト2基、最長距離1,000mの2コースだったが、練習に適したコンパクトなゲレンデでファンも多く、平日のナイター営業もされていた。ここで技術を磨き競技スキーの道に進んだ選手もあった。また、ゲレンデが国道158号線のトンネルの上をまたいでいる珍しいロケーションであった。古くからのスキー愛好家には馴染みのスキー場であった。

## リフト
- ペアリフト1基、シングルリフト1基

## 施設
- レストラン
- レンタル受付
- リフト券売所
- パトロール・救護室
- 更衣室・ロッカー
- 売店
- トイレ

## 閉鎖後の資源活用
郡上市は閉鎖したゲレンデをキャンプ場や釣り堀などのレジャー施設（油坂さくらパーク）を整備し、
地元住民で作る会社が経営している。

## アクセス
- 中部縦貫自動車道 白鳥西ICより約3分
- 長良川鉄道 美濃白鳥駅よりタクシーで約10分